# Dragotin Dežman
Dragotin Dežman (tudi Karel Dežman ali Karl Deschmann), politik, arheolog, botanik in kustos slovenskega rodu, * 3. januar 1821, Idrija, † 11. marec 1889, Ljubljana.

## Življenjepis
V krstni knjigi je priimek zapisan kot Deschmann; v prvi dobi javnega delovanja, ko je vneto zagovarjal pravice slovenstva, se je sam podpisoval Dragotin Dežman, po prestopu na nemško stran pa je uporabljal obliko Deschmann.
Mati je bila Terezija (roj. Šlegel). Ko je bil star tri leta, mu je umrl oče Klemen, sodni aktuar v Idriji. Po očetovi smrti je njega in brata Andreja vzel k sebi v Ljubljano stric Mihael Dežman, premožen ljubljanski trgovec in navdušen Slovenec, prijatelj jezikoslovca Metelka. Stric je oba nečaka poslal na šolanje v zavod Rudolfinum v Salzburg (1831–1834). Dragotin je nato nadaljeval šolanje v Ljubljani, kjer je končal tri razrede višje gimnazije (1834–1837) in dva razreda liceja (1837–1839), se nato vpisal na študij medicine na Dunaju, po daljši bolezni pa prepisal na pravo. Ob študiju prava se je bavil še z naravoslovjem, vendar študijev ni dokončal in se je 1849 vrnil v Ljubljano.
Po odhodu Mateja Cigaleta na Dunaj je prevzel urejanje prvega slovenskega političnega časopisa Slovenija (1849) in v Bleiweisovi odsotnosti tudi Kmetijske in rokodelske novice (1849). V šolskem letu 1851/1852 je na gimnaziji poučeval naravoslovne predmete, leta 1852 pa je postal kustos  deželnega muzeja v Ljubljani. To službo je opravljal do smrti.

## Kariera v stroki
Obširno je Dežmanovo znanstveno delo. Ukvarjal se je z botaniko, zoologijo, mineralogijo, geologijo in metrologijo. Članke s tega področja je objavljal v muzejskih izvestjah in drugih ljubljanskih nemških in dunajskih revijah.
Leta 1875 je Dežman, takrat kustos kranjskega Deželnega muzeja, današnjega Narodnega muzeja, vpeljal arheološka izkopavanja kot nov vir pridobivanja arheološkega gradiva. Tega leta je Dežman pri Igu odkril ostanke prve koliščarske naselbine.
Raziskal in strokovno predstavil je tudi najbolj pomembna železnodobna grobišča in nekatera najdišča rimskega obdobja na tedanjem Kranjskem. Pod njegovim vodstvom je Deželni muzej leta 1888 dobil novo muzejsko stavbo, kjer so predstavili pridobljeno gradivo in postavili prvo stalno arheološko zbirko.
Pred pozabo je Karel Dežman rešil tudi pripovedko o Zlatorogu, ki jo je kot prvi 21. februarja 1868 objavil v Laibacher Zeitung, št. 43.
Poleg arheologije je Dežmana privlačila tudi botanika in leta 1871 je na Jetrbenku odkril rastišče Blagajevega volčina. To je bilo šele drugo odkrito rastišče te cvetlice na Slovenskem. Do takrat je trideset let veljalo, da je edino rastišče tega volčina v Sloveniji Gora pri Polhovem Gradcu.

## Politična kariera
V Dežmanovi politični karieri sta prisotni dve obdobji:
- prvo obdobje do leta 1861 ko je bil aktiven v slovenski stranki in
- drugo obdobje,  od 1861 do smrti, ko se je priključil ustavoverni oziroma nemški stranki

V aprilu 1848 je Dežman sestavil Poziv na narod slovenski v katerem je agitiral proti volitvam v frankfurtski parlament. Pisal je tudi politične članke v slovenščini in nemščini, ter sodeloval pri prevajanju občega državnega zakonika. Bil je tudi tajnik Slovenskega društva v Ljubljani. Predvsem pa je delal za muzej in pisal kritične ocene zgodovinskih razprav raznih avtorjev. Po izvolitvi v državni zbor pa se je odmaknil od svoje dotedanje odločne slovenske politične linije. V državni zbor je bil izvoljen v letih 1861−1867 in 1873–1879. Bil je član več parlamentarnih komisij in se je kot poslanec zavzemal za gospodarske koristi Kranjske. Marca 1861 je bil izvoljen v prvi kranjski deželni zbor kot poslanec v mestni kuriji. Leta 1871 je postal župan Ljubljane. Dal je pobudo za zidavo novega muzejskega poslopja, ki je bilo svečano predano svojemu namenu 2. decembra 1888. Za obiskovalce je sestavil nemški vodič po muzeju.